# Mantidactylus
Mantidactylus é um gênero de anuro da família Mantellidae. Estes anfíbios são encontrados somente em Madagascar e Mayotte. 
Em trabalhos recentes, Blommersia, Boehmantis, Gephyromantis, Guibemantis, Spinomantis e Wakea são frequentemente separadas do Mantidactylus.

## Espécies

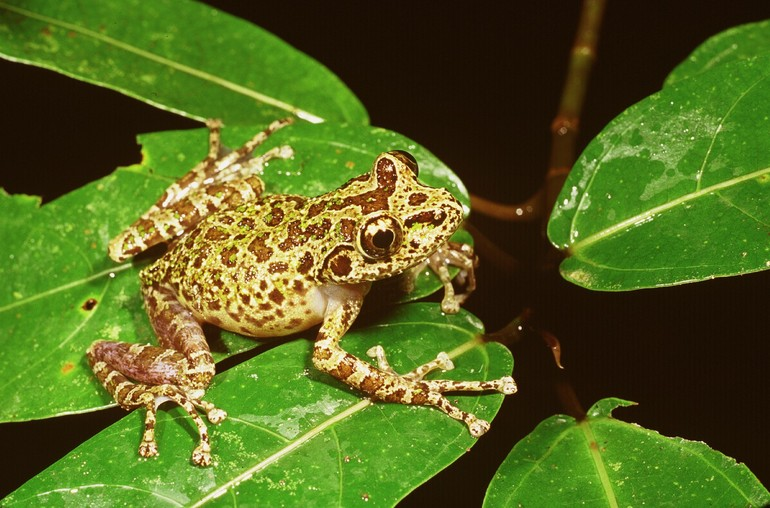
Mantidactylus peraccae, uma das espécies assinalada ao gênero Spinomantis

- Mantidactylus aerumnalis (Peracca, 1893)
- Mantidactylus aglavei (Methuen e Hewitt, 1913)
- Mantidactylus albofrenatus (Müller, 1892)
- Mantidactylus albolineatus Blommers-Schlösser e Blanc, 1991
- Mantidactylus alutus (Peracca, 1893)
- Mantidactylus ambohimitombi Boulenger, 1919
- Mantidactylus ambohitra Vences e Glaw, 2001
- Mantidactylus ambreensis Mocquard, 1895
- Mantidactylus argenteus Methuen, 1920
- Mantidactylus asper (Boulenger, 1882)
- Mantidactylus bertini (Guibé, 1947)
- Mantidactylus betsileanus (Boulenger, 1882)
- Mantidactylus bicalcaratus (Boettger, 1913)
- Mantidactylus biporus (Boulenger, 1889)
- Mantidactylus blanci (Guibé, 1974)
- Mantidactylus blommersae (Guibé, 1975)
- Mantidactylus boulengeri (Methuen, 1920)
- Mantidactylus brevipalmatus Ahl, 1929
- Mantidactylus brunae Andreone, Glaw, Vences e Vallan, 1998
- Mantidactylus charlotteae Vences e Glaw, 2004
- Mantidactylus cornutus Glaw e Vences, 1992
- Mantidactylus corvus Glaw e Vences, 1994
- Mantidactylus curtus (Boulenger, 1882)
- Mantidactylus decaryi (Angel, 1930)
- Mantidactylus depressiceps (Boulenger, 1882)
- Mantidactylus domerguei (Guibé, 1974)
- Mantidactylus eiselti (Guibé, 1975)
- Mantidactylus elegans (Guibé, 1974)
- Mantidactylus enki Glaw e Vences, 2002
- Mantidactylus femoralis (Boulenger, 1882)
- Mantidactylus fimbriatus Glaw e Vences, 1994
- Mantidactylus flavobrunneus Blommers-Schlösser, 1979
- Mantidactylus grandidieri Mocquard, 1895
- Mantidactylus grandisonae Guibé, 1974
- Mantidactylus granulatus (Boettger, 1881)
- Mantidactylus guibei Blommers-Schlösser, 1991
- Mantidactylus guttulatus (Boulenger, 1881)
- Mantidactylus horridus (Boettger, 1880)
- Mantidactylus kathrinae Glaw, Vences e Gossmann, 2000
- Mantidactylus kely Glaw e Vences, 1994
- Mantidactylus klemmeri (Guibé, 1974)
- Mantidactylus leucocephalus (Angel, 1930)
- Mantidactylus leucomaculatus (Guibé, 1975)
- Mantidactylus liber (Peracca, 1893)
- Mantidactylus lugubris (Duméril, 1853)
- Mantidactylus luteus Methuen e Hewitt, 1913
- Mantidactylus madecassus (Millot e Guibé, 1950)
- Mantidactylus madinika Vences, Andreone, Glaw e Mattioli, 2002
- Mantidactylus majori Boulenger, 1896
- Mantidactylus malagasius (Methuen e Hewitt, 1913)
- Mantidactylus massorum Glaw e Vences, 1994
- Mantidactylus melanopleura (Mocquard, 1901)
- Mantidactylus microtis (Guibé, 1974)
- Mantidactylus microtympanum Angel, 1935
- Mantidactylus mocquardi Angel, 1929
- Mantidactylus moseri Glaw e Vences, 2002
- Mantidactylus noralottae Mercurio e Andreone, 2007
- Mantidactylus opiparis (Peracca, 1893)
- Mantidactylus pauliani Guibé, 1974
- Mantidactylus peraccae (Boulenger, 1896)
- Mantidactylus phantasticus Glaw e Vences, 1997
- Mantidactylus plicifer (Boulenger, 1882)
- Mantidactylus pseudoasper Guibé, 1974
- Mantidactylus pulcher (Boulenger, 1882)
- Mantidactylus punctatus Blommers-Schlösser, 1979
- Mantidactylus redimitus (Boulenger, 1889)
- Mantidactylus rivicola Vences, Glaw e Andreone, 1997
- Mantidactylus salegy Andreone, Aprea, Vences e Odierna, 2003
- Mantidactylus sarotra Glaw e Vences, 2002
- Mantidactylus schilfi Glaw e Vences, 2000
- Mantidactylus sculpturatus Ahl, 1929
- Mantidactylus silvanus Vences, Glaw e Andreone, 1997
- Mantidactylus spiniferus Blommers-Schlösser e Blanc, 1991
- Mantidactylus striatus Vences, Glaw, Andreone, Jesu e Schimmenti, 2002
- Mantidactylus tandroka Glaw e Vences, 2001
- Mantidactylus thelenae Glaw e Vences, 1994
- Mantidactylus tornieri (Ahl, 1928)
- Mantidactylus tricinctus (Guibé, 1947)
- Mantidactylus tschenki Glaw e Vences, 2001
- Mantidactylus ulcerosus (Boettger, 1880)
- Mantidactylus ventrimaculatus (Angel, 1935)
- Mantidactylus webbi (Grandison, 1953)
- Mantidactylus wittei Guibé, 1974
- Mantidactylus zavona Vences, Andreone, Glaw e Randrianirina, 2003
- Mantidactylus zipperi Vences e Glaw, 2004
- Mantidactylus zolitschka Glaw e Vences, 2004

Recentemente descrita mas não assinalada ao gênero Mantidactylus:
- Gephyromantis azzurrae Mercurio e Andreone, 2007